# نوبر (ایرلند)
نوبر (به انگلیسی: Nobber) یک منطقهٔ مسکونی در ایرلند است که در شهرستان میث واقع شده‌است. نوبر ۶۵۲ نفر جمعیت دارد و ۵۶ متر بالاتر از سطح دریا  واقع شده‌است.